# Vốn giới tính
Vốn giới tính là một hình thức giá trị xã hội được thụ hưởng bởi một cá nhân, như một kết quả của hấp dẫn giới tính của mình. Như với các hình thức khác của vốn, vốn giới tính là có thể chuyển đổi, và có thể hữu ích trong việc đạt được các hình thức vốn khác, bao gồm vốn xã hội và vốn kinh tế.

## Định nghĩa

### Kinh tế học
Định nghĩa đầu tiên liên quan nhiều hơn đến kinh tế học được dựa trên lý thuyết "vốn con người" của Gary Becker, và dự đoán rằng mọi người đầu tư một cách hợp lý trong việc triển lãm hấp dẫn giới tính của họ khi họ có thể mong đợi sự thu hồi các đầu tư của họ. Cái mà ông định nghĩa là một hình thức của vốn sức khỏe mà bản thân nó là một hình thức của vốn cá nhân.

### Xã hội học
Định nghĩa xã hội học trên cơ sở ý tưởng của Pierre Bourdieu về các "lĩnh vực".
Định nghĩa này xây dựng trên khái niệm về vốn của Bourdieu. Green định nghĩa "vốn giới tính" như sự tích lũy cho một cá nhân do chất lượng và số lượng các thuộc tính mà người đó sở hữu mà gợi ra một phản ứng gợi tình trong một người khác, bao gồm ngoại hình, ảnh hưởng và phong cách văn hóa xã hội. Một số các thuộc tính này có thể là bất biến, như chủng tộc hoặc chiều cao của một cá nhân, trong khi những thuộc tính khác có thể được thu nhận thông qua đào tạo thể dục, hoặc nhân tạo, thông qua phẫu thuật thẩm mỹ hay trang điểm, vv. Không có hình thức bá quyền đơn giản của vốn giới tính. Ngược lại, tiền tệ của vốn là khá biến động, có được một địa vị bá quyền liên quan đến sở thích giới tính của các nhóm xã hội chuyên môn cao mà phân biệt một lĩnh vực giới tính này với một lĩnh vực giới tính khác. Quan trọng hơn, điều này có nghĩa là vốn giới tính tốt nhất được coi là một tài sản của lĩnh vực này, và không phải là một hình thức cụ thể của vốn.

Một định nghĩa thứ hai được phát triển bởi Catherine Hakim, coi vốn giới tính như tài sản cá nhân thứ tư. Định nghĩa này là sự kết hợp đa dạng của sự hấp dẫn về thể chất và xã hội đã vượt quá xa sức hấp dẫn giới tính là trọng tâm của quan điểm 'các lĩnh vực'. Không giống như quan niệm về vốn giới tính của Green, vốn giới tính của Hakim là một vốn cá nhân không cần thiết ám chỉ tới một lĩnh vực.

Những bằng chứng hỗ trợ cho các khái niệm về vốn giới tính, định nghĩa là "vẻ đẹp", "hấp dẫn thể chất" và "đẹp trai" hay "xinh gái", được cung cấp trong cuốn sách mới nhất của Daniel Hammermesh, Beauty Pays, nơi ông đánh giá các bằng chứng nghiên cứu về lợi ích kinh tế của việc hấp dẫn trong mọi hoàn cảnh, trong đó có giảng dạy giáo dục đại học, chính trị, kinh doanh và tiếp thị, và giao tiếp xã hội hàng ngày. Hamermesh giả định những lợi ích kinh tế này phải là do phân biệt đối xử không công bằng, một vị trí ông có từ cuốn sách mới của Deborah Rhode, Beauty Bias, phê bình của một luật sư nữ quyền về các lợi ích xã hội tích luỹ cho những người hấp dẫn, và những bất lợi được trải nghiệm của những người không hấp dẫn, đặc biệt là hầu hết những người béo phì.

## Tầm quan trọng
Catherine Hakim cho thấy rằng vấn đề vốn giới tính không thuộc lĩnh vực tình dục, và ra khỏi các mối quan hệ riêng tư. Cô đã chỉ ra rằng vốn giới tính là quan trọng trong các lĩnh vực truyền thông, chính trị, quảng cáo, thể thao, nghệ thuật, và trong tương tác xã hội hàng ngày, bao gồm sáu yếu tố:
1. Vẻ đẹp
2. Hấp dẫn giới tính
3. Hấp dẫn xã hội
4. Sự hoạt bát và tràn đầy năng lượng
5. Sự phô diễn
6. Khả năng tình dục

Lý thuyết vốn giới tính của Catherine Hakim lập luận rằng vốn giới tính là tài sản cá nhân thứ tư quan trọng, cùng với vốn kinh tế, vốn văn hóa/con người và vốn xã hội; vốn giới tính đó ngày càng quan trọng trong các xã hội hiện đại phong phú, phụ nữ thường có vốn giới tính nhiều hơn nam giới, và vốn giới tính này có các lợi ích và đặc quyền xã hội có lợi cho nữ giới.
Adam Green thấy rằng vốn giới tính có thể liên quan đến sức khỏe cả tình dục và tinh thần, vì khi các cá nhân có vốn giới tính thấp cho thấy khả năng bị giảm bớt để nói về hoặc thương lượng sử dụng bao cao su với một đối tác có vốn giới tính lớn hơn, và phát triển các trạng thái cảm xúc tiêu cực như một hệ quả của việc cảm thấy kém hấp dẫn.
Trong các thuật ngữ lý thuyết rộng hơn, vốn giới tính là quan trọng đối với lý thuyết xã hội trong chừng mực nó là một trong số các loại khác của vốn, bao gồm vốn xã hội, vốn biểu tượng và vốn văn hóa mà ảnh hưởng đến tình trạng dành cho từng thành viên cụ thể của xã hội lớn hơn. Vốn giới tính là có thể chuyển đổi thành các hình thức vốn khác, như khi các diễn viên xâu vốn giới tính vào vốn tài chính hay vốn xã hội (ví dụ như Marilyn Monroe), hoặc khi những nhân viên hấp dẫn nhận được các nâng đỡ và kết nối xã hội từ việc mang về nhiều khách hàng hơn nhờ vẻ ngoài của mình.

## Chủng tộc
Một số nghiên cứu cho rằng vốn tình dục có liên quan chặt chẽ với chủng tộc hoặc định kiến chủng tộc của sự hấp dẫn giới tính.
Các nghiên cứu cho thấy một mối quan hệ phức tạp hơn vốn giới tính tới phân biệt chủng tộc theo đó một số đàn ông da đen được cung cấp các trạng thái tình dục cao trong bối cảnh của một lĩnh vực tình dục đồng tính nam ở thành phố New York chính xác bởi vì họ kêu gọi những tưởng tượng phân biệt chủng tộc của một số người đồng tính nam da trắng.
Susan Koshy lập luận rằng phụ nữ châu Á đã đạt được "vốn tình dục" ở phương Tây thông qua các tài khoản quyến rũ của nam giới phương Tây - các mối quan hệ tình dục nữ châu Á trong phương tiện truyền thông và nghệ thuật. James Farrer cho rằng những người đàn ông da trắng sống ở Trung Quốc đã tăng cường "vốn giới tính" bằng cách phát sinh các hội của tính trắng với tính hiện đại, cởi mở giới tính và tính di động.

## Tầng lớp và giới
Các học giả cho rằng vốn giới tính gắn chặt với tầng lớp xã hội. Groes-Green cho rằng vốn giới tính và các hình thức khác của sức mạnh cơ thể trở thành nguồn lực quan trọng trong những người đàn ông trẻ bị tước quyền công dân ở Nam Phi khi họ tiếp cận tới vốn kinh tế và các công việc bị giảm bớt.
Groes-Green tiếp tục lập luận rằng sự xuất hiện của vốn giới tính có liên quan đến các quan hệ giới, ví dụ như khi những người đàn ông trẻ nghèo xây dựng vốn giới tính bởi sự chải chuốt vẻ ngoài của mình và nâng cao hoạt động tình dục để đáp ứng các đối tác nữ và cạnh tranh với những người ngang tuổi tầng lớp trung lưu và những người già hơn được gọi là các 'ông bố bọc đường'. Vì vậy, vốn giới tính củng cố nam tính trong bộ mặt của tước quyền nam giới, và nó thường phát triển để đối phó với cuộc xung đột giữa các tính chất đàn ông bá quyền và trực thuộc.